# فهرست فیلم‌های ترسناک دهه ۱۹۶۰
فیلم‌های ترسناک منتشر شده در دههٔ ۱۹۶۰ در مقاله‌های زیر فهرست شده‌اند:
- فهرست فیلم‌های ترسناک ۱۹۶۰
- فهرست فیلم‌های ترسناک ۱۹۶۱
- فهرست فیلم‌های ترسناک ۱۹۶۲
- فهرست فیلم‌های ترسناک ۱۹۶۳
- فهرست فیلم‌های ترسناک ۱۹۶۴
- فهرست فیلم‌های ترسناک ۱۹۶۵
- فهرست فیلم‌های ترسناک ۱۹۶۶
- فهرست فیلم‌های ترسناک ۱۹۶۷
- فهرست فیلم‌های ترسناک ۱۹۶۸
- فهرست فیلم‌های ترسناک ۱۹۶۹